# Калініченко Катерина Іванівна
Катерина Іванівна Піддубна, у шлюбі Калініченко (нар. 7 жовтня 1954, с. Ярославка Бобровицького району) — українська співачка та хормейстерка, заслужена працівниця культури України. Керівниця народного аматорського хору Бобровицького районного будинку культури. 

## З біографії
Найменша донька в родині, дзвінкий голос мала з дитинства.
Закінчила Ніжинське училище культури (заочно).
Працювала в Бобровицькому банку. Перейшла працювати інструкторкою-методисткою в районний будинок культури в 1974, де була також солісткою в ансамблі «Течія». Потім займала посаду методистки з хорового жанру. Працювала з учнівським хором на базі школи № 1 в Бобровиці, потім займалася зі студентами і викладачами Бобровицького сільгосптехнікуму, з хором центральної районної лікарні, а в 1991 створила хор районного будинку культури. З 1995 хору присвоєно звання «народний аматорський».
Фольклорна група народного хору — лауреат конкурсів:
- «Поліське коло» (м. Чернігів)
- Імені Василя Польовика (м. Щорс)
- Дніпровські голоси (Дубровно, Білорусь)

Під керівництвом Катерини Калініченко в Бобровицькому районному будинку культури також працює вокальний жіночий ансамбль «Купальська квітка»., який в 2011 отримав звання «народний».
Створила і є учасницею вокального фольклорного тріо, яке є лауреатом обласної премії Хору Верьовки та лауреатом міжнародного фестивалю імені Машкіна (Закарпаття).

## Родина
Чоловік Михайло грає в духовому ансамблі, діти Сергій та Світлана закінчили музичну школу.

## Відзнаки
- Заслужений працівник культури України (2007)[3]
- Відзнака «За досягнення в культурі».
- Лауреатка радіоконкурсу «Золоті ключі» (1983)
- Лауреатка телетурніру «Сонячні кларнети» (1984)[4]

## Джерело
- Велич і шана, 2011